# Mila (stad)
Mila is een stad in Algerije en is de hoofdplaats van de provincie Mila.
Mila telt naar schatting 76.000 inwoners.
In de oudheid was de stad bekend als Milevum in Numidië.

## Geboren
- Mohamed Zemmamouche (1985), voetballer
- Nassima Saifi (1988), paralympisch atlete